# Marius Viple
Marius Viple, né le 11 décembre 1891 et mort le 31 octobre 1949, est un homme politique français.

## Biographie
Benoît Marius Viple naît à Chapdes-Beaufort le 11 décembre 1891. Il est le cousin de l'actrice Arletty.
Tenté par la politique et le journalisme d'avant-guerre, il fréquente les milieux socialistes et entre au Rappel sous les auspices d'Alexandre Varenne puis devient l'un des collaborateurs de Jean Jaurès à la rédaction de L'Humanité.
Ses débuts politiques sont précoces : Marius Viple est nommé chef de cabinet de Jules Guesde, ministre d'Etat, en 1914, d'Albert Thomas, ministre de l'armement, en 1916, et d'Alexandre Ribot, président du conseil, en 1917.
Au lendemain de la Première Guerre Mondiale, il ne renouvelle pas cette première expérience des milieux politiques et entame alors une carrière à Genève dans le sillage d'Albert Thomas, dont il est le disciple au Bureau international du Travail de 1920 à 1932, et remplace, par la suite, Adrien Tixier au poste de sous-directeur général de l'organisation internationale.
Durant ce temps, il ne cesse de militer activement à la Fédération Socialiste du Puy-de-Dôme. Sa grande maîtrise des questions internationales et sociales conduit tout naturellement l'Assemblée nationale à l'envoyer siéger, le 6 février 1947 et le 19 novembre 1948, au Conseil de la République pour y représenter les Français d'Europe et d'Afrique puis de l'étranger.
Il est conseiller de la République, puis sénateur, élu par l'Assemblée nationale représentant les Français d'Europe et d'Afrique de 1947 à 1948 et les citoyens français résidant à l'étranger de 1948 à 1949
Inscrit au groupe du Parti Socialiste SFIO, Marius Viple fait d'abord partie de la Commission du Travail puis il rejoint, en novembre 1948, celles des Affaires Economiques et des Affaires Etrangères. Il dépose une proposition de résolution, en août 1947, concernant l'aide aux sinistrés français résidant à l'étranger.
C'est là son seul texte parlementaire puisque la maladie finit par l'emporter le 31 octobre 1949 ; le vice-président du Conseil de la République René Coty prononce quelques jours après son éloge funèbre.

## Détail des fonctions et des mandats
Mandat parlementaire
- 6 février 1947 - 19 novembre 1948 : Sénateur des Français résidant à l'étranger